# 下布田町
下布田町（しもふだまち）は、東京都調布市の町名。郵便番号は182-0000。
隣接する上布田町とともに多摩川の河川敷にあたり、住民登録されている人口はない。町域内には多摩川の堤防などがある。

## 地理
東側で国領町（飛地）、西側で上布田町、南側で多摩川（河川）、北側で染地に接する。多摩川の対岸は川崎市多摩区である。
なお多摩川河川敷沿いには、上布田町の西側に小島町、下布田町の東側に国領町の飛地がそれぞれ存在する。
- 河川 - 多摩川

## 歴史
「布田」の地名は、市名「調布」の由来である調として納めた特産物の布を、多摩川で晒していた様子から「布多」と呼ばれるようになったのが起こりで、市内の古社である布多天神社に「布多」の表記が残る。なお多摩川対岸の川崎市多摩区にも「布田」の町名があるが、これは元は同一地域であったものが、過去に多摩川の流路が氾濫により度々変更されたことで、川の対岸へ分断されたものである。
江戸時代には甲州街道に布田五宿が置かれ、国領宿・上布田宿・下布田宿・上石原宿・下石原宿の5つの宿場が設置された。この「上布田」「下布田」の名を、多摩川河川敷沿いの町名に当てたものである。
なお市内で「上布田」「下布田」という場合は、元の宿場町があった甲州街道沿いの地域を指すのが普通で、甲州街道（旧甲州街道・国道20号）沿いに現存する商店街や交差点の名称にも「上布田」「下布田」の名が使われている。

## 世帯数と人口
住民登録されている人口はない。

## 小・中学校の学区
町域内に小・中学校はない。

## 施設
多摩川河川敷にある「多摩川五本松公園」は下布田町に位置し、周囲に視界を遮る障害物がないため「ダイヤモンド富士」が見られる撮影スポットとして知られる。
町域北側には、三菱養和会調布グラウンド（染地2丁目）、日活調布撮影所（染地2丁目）などがあるが、いずれも町域からは外れる。

## 交通
- 町域内に鉄道駅はない。
- 町域内を通るバス路線はない。

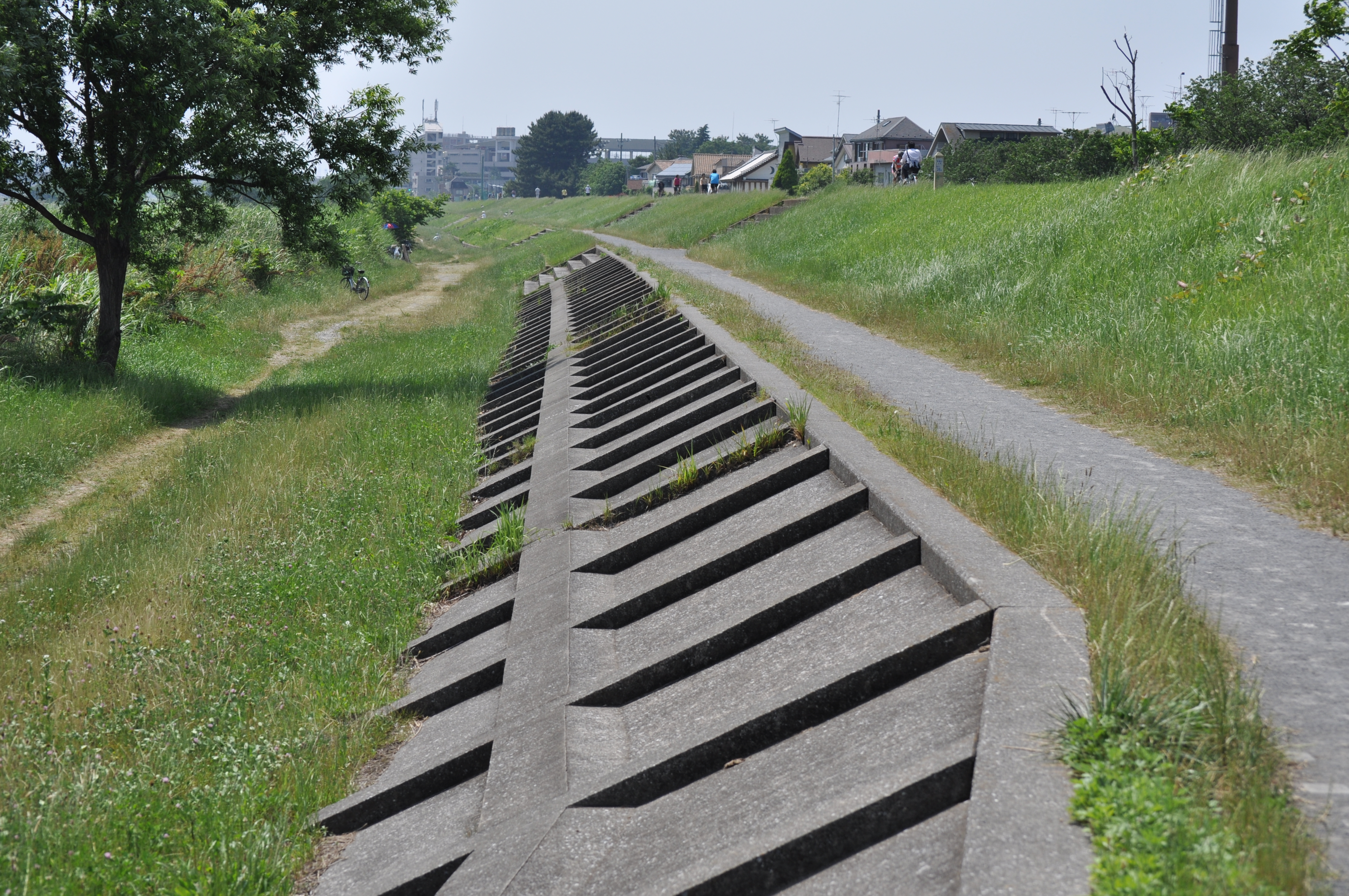
多摩川河川敷。上に道路が見える

- 染地・多摩川との境界上にある、多摩川河川敷沿いの上布田町から下布田町の道路は、市民の散歩やジョギングのコースとして親しまれている。